# John Ker
John Ker, III duca di Roxburghe (Londra, 1740 – 1804), è stato un nobile, letterato e bibliofilo britannico.
Raccolse un'enorme quantità di incunaboli di vari tipografi tra cui William Caxton e Christoph Valdarfer (di questi si ricorda un'edizione del Decamerone di Giovanni Boccaccio).